# Dnevna soba
Dnevna soba je prostorija u kući ili u stanu koja služi za odmaranje, ili neke druge aktivnosti. U većini domova dnevna soba služi za primanje i smještaj gostiju, naročito u domovima koji nemaju sobe predviđene za takve događaje.
Uobičajeni nameštaj koji se može naći u dnevnoj sobi je: sofa, stolica, stol, polica za knjige, televizor, ognjište itd.